# Бежин (Куявсько-Поморське воєводство)
Бежин (пол. Bierzyn) — село в Польщі, у гміні Бонево Влоцлавського повіту Куявсько-Поморського воєводства.
Населення — 211 осіб (2011).
У 1975-1998 роках село належало до Влоцлавського воєводства.

## Демографія
Демографічна структура станом на 31 березня 2011 року:
|          | Загалом | Допрацездатний вік | Працездатний вік | Постпрацездатний вік |
| -------- | ------- | ------------------ | ---------------- | -------------------- |
| Чоловіки | 109     | 32                 | 67               | 10                   |
| Жінки    | 102     | 27                 | 51               | 24                   |
| Разом    | 211     | 59                 | 118              | 34                   |